# Arhytis duponti
Arhytis duponti là một loài tò vò trong họ Ichneumonidae.